# Turmhügel Maledei (Schlicht)

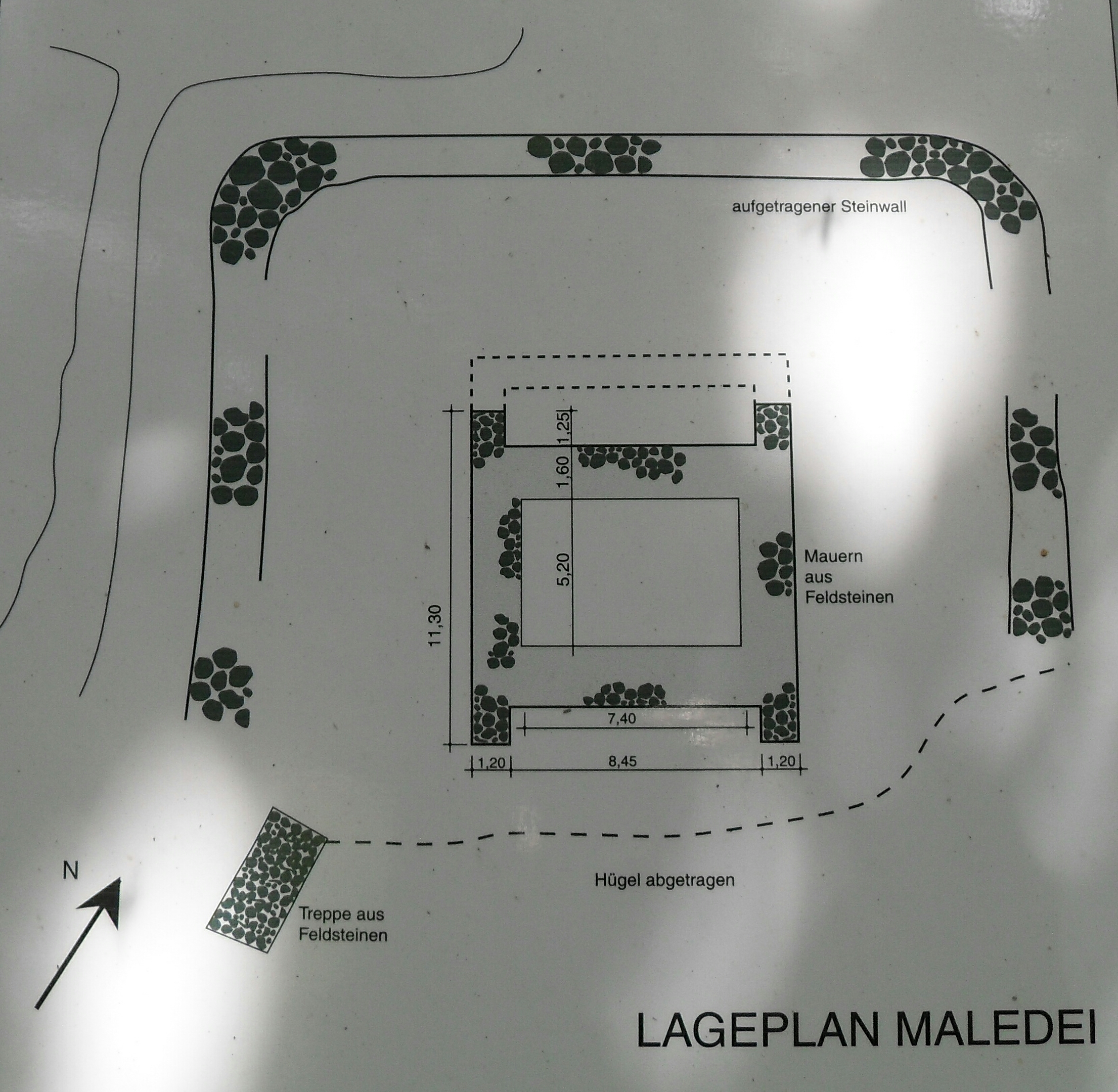
Lageplan des Turmhügels auf der Infotafel vor Ort

Die Maledei (früher auch „Marodei“) ist die Ruine einer Turmhügelburg (Motte) nordwestlich des Dorfes Schlicht (Feldberger Seenlandschaft) im Bundesland Mecklenburg-Vorpommern.
Die im 13. Jahrhundert zu Wehrzwecken erbaute Burg mit Wassergraben an der West-, Nord- und Ostseite verfügte über einen mehrstöckigen Wohnturm aus Feldsteinmauerwerk.

## Otto Pipers Beschreibung der Maledei (um 1900)
Der Burgenforscher Otto Piper liefert in seinem Standardwerk "Burgenkunde" einen recht detaillierten Bericht der Anlage ab, da die Burgruine einige Besonderheiten/Merkwürdigkeiten aufweist: "Unter den so mannigfaltigen Arten und Formen deutscher Burgen kommt freilich auch diesen Aehnliches vor (gemeint ist die Turmhügelburg), so unter anderem ein Beispiel (Fig.45), nur unter dem bezeichnenden Namen die Marodei auch Maledei bekannt, im (Herzogtum) Mecklenburg-Strelitz beim Pachthofe Schlicht nördlich Feldberg. Auf ebenem Felde ist hier an einen Teich (b) anstossend ein tiefer Ringgraben gezogen, mit dessen Auswurf innerhalb desselben ein abgeplatteter Hügel unbedeutenden Umfangs aufgetragen wurde. Auf demselben und zwar in der Mitte steht nur ein turmartiger Bau (a) von 4,50 zu 8,20 m innerer Weite, der, beiläufig bemerkt, das Eigentümliche zeigt, dass die beiden Wände der Schmalseiten ganz gleichförmig in etwas geringer Stärke aber in ihrer vollen Höhe um 1,2 m über die Ecken des Rechtecks fortgeführt sind, offensichtlich ohne dass sich hier anderweitiges Bauwerk angeschlossen hätte. Die Mauern sind in verschiedener Stärke von 1,10 bis 1,80 m aus unbehauenen Findlingen, wie solche die Feldmark in ungewöhnlicher Menge bietet, aufgeführt und zeigen, bis zu etwa 5 m Höhe erhalten, keine andere Öffnung, als auf der fast zerstörten Südostseite, die Steinstufen zu einem Eingange. Der enge Innenraum des Baues scheint noch einen Brunnen enthalten zu haben. Von einer Ringmauer ist keine Spur erkennbar. Anscheinend konnte der Ringgraben mit Wasser gefüllt werden, und schloss sich ein gleichfalls von Gräben umgebener Vorhof (c) an den Burgkern an. Da die Slawen derartige Mauerbauten nicht kannten und das Land erst nach 1160 germanisiert wurde, wird dieser geschichtlich nicht bekannte Wehrbau frühestens in die Zeit um 1200 zu setzen sein. Es ist das aber eine Zeit, in welcher – nach dem Eindringen der Normannen und selbst nach den ersten Kreuzzügen – man in Frankreich nicht mehr an die primitiven Châteaux à motte dachte, und selbst Deutschland schon seit etwa einem Jahrhundert ganz anders entwickelte Burgbauten hatte. Von einem aus geschichtlicher Entwicklung sich ergebenden Zusammenhange dieser Anlage mit jenen französischen kann daher nicht wohl die Rede sein. Vermutlich ist zu diesem Bau eine ältere wendische Anlage benutzt worden, und wenn es deren mancher Orte noch ähnliche gibt, so wird man es dabei im Grunde zumeist nur mit einer kleinen Art von Wasserburgen zutun haben, bei welchen letzteren ja auch oft genug der Auswurf des Ringgrabens zur Erhöhung des von ihm umschlossenen Burgterrains benutzt wurde."
Die von Piper genannten Einzelbuchstaben (a,b,c) beziehen sich auf die Abbildung "Fig. 45", den Lageplan der "Marodei" im Maßstab 1:1000 auf gleicher Seite in dem Buch. Der Teich befindet/befand sich direkt vor der Südwestseite des Ringgrabens der Kernburg. Der Vorburgbereich mit eigenem Graben befand sich angrenzend an den Südostteil der Kernburg vor deren Ringgraben. Der genannte Eingang in den ehemaligen Turm liegt zwischen zwei vorspringenden kurzen Mauern auf der Südostseite des Turms.

## Die Maledei heute
In den frühen 1990er Jahren erfolgte im Rahmen einer Arbeitsbeschaffungsmaßnahme (ABM) eine laienhafte bauliche Überformung der Burgruine. Obwohl beim Rekonstruktionen die Orientierung an erhaltenen Fragmenten, Quellen oder auch nur Indizien unabdingbar ist, erfolgte diese ohne fachkompetente Begleitung und ohne vorausgehende Dokumentation des vorgefundenen Zustands. Umherliegende Feldsteine wurden eingesammelt und phantasievoll neu aufgemauert. Der bis dahin überlieferte Originalzustand wurde durch diese willkürlichen Eingriffe weitgehend zerstört.
Heute sollen die Mauerreste auf dem etwa 3 Meter hohen Burgplateau mit einem Durchmesser von 30 mal 30 Meter sowie die Reste des künstlichen Wassergrabens eine Vorstellung von der Beschaffenheit der ehemaligen Mottenanlage vermitteln. Die Maledei steht als archäologisches Bodendenkmal unter Denkmalschutz.